# José Salvany y Lleopart
Josep Salvany i Lleopart
José Salvany y Lleopart, ou Josep Salvany i Lleopart selon la graphie catalane (Barcelone ou Cervera, 1777 — Cochabamba, 21 juillet 1810), était un chirurgien et médecin espagnol d’origine catalane. 
Chirurgien de formation, et promis à la carrière militaire, Salvany avait cependant une santé précaire qui lui interdit d’exercer durablement dans l’armée. En 1803, il s’engagea dans l’expédition Balmis (campagne officielle de vaccination anti-variolique de grande envergure menée dans tout l’Empire espagnol), au premier chef par dévouement médical et parce qu’il était pénétré des bienfaits de la vaccination jennérienne, mais sans doute aussi parce qu’il en escomptait une amélioration de son état de santé. Lorsque ladite expédition, pour donner plus d’ampleur et d’efficacité à son action, se scinda en deux sous-expéditions au Venezuela, il échut à Salvany de prendre la tête de l’équipe destinée à parcourir l’Amérique du Sud. Avec une ardeur et une abnégation largement reconnues, il effectua dans les territoires traversés un grand nombre de vaccinations (sans exclure de ses soins les populations indiennes), tout en mettant partout en place, conformément aux statuts de l’expédition Balmis, l’organisation et les structures nécessaires à perpétuer la vaccine, à former le personnel de santé etc.
Le travail harassant et les épreuves du voyage, aggravant les symptômes de ce qui était probablement une tuberculose pulmonaire, finiront, comme Salvany se trouvait dans le Haut-Pérou (Bolivie actuelle), par avoir raison de sa constitution fragile. Sa figure, éclipsée par la forte stature de Balmis, directeur de l’expédition, apparaît aujourd’hui injustement oubliée.

## Biographie

### Formation et carrière dans l’armée
Si l’on en croit son acte de décès, établi à Cochabamba, dans l’actuelle Bolivie, José Salvany serait né dans la localité catalane de Cervera ; cependant, d’après le registre d’immatriculation de l’université de Barcelone, il aurait vu le jour dans cette dernière ville. L’historienne Susana María Martín Ramírez conjecture que Salvany a pu naître à Barcelone et que ses parents ont pu, peu de temps après, déménager pour Cervera. En effet : si « les parents effectuent l’inscription dans le registre d’immatriculation avec une totale lucidité de raisonnement, l’acte de décès au contraire reflète la situation mentale vécue par Salvany dans les premiers moments de sa vie à Cervera. Quoi qu’il en soit, la mention de son origine n’apparaît plus nulle part ailleurs dans les documents ». Pas davantage sa date de naissance ne nous est-elle connue avec exactitude ; nous pouvons admettre cependant qu’il naquit entre 1777 et 1778, sur la foi de son acte de décès, lequel mentionne « Don José Salvani, espagnol, célibataire, originaire de Cervera, principauté de Catalogne, âgé de trente-trois ans ». 
Après avoir parcouru les trois années d’études de grammaire, puis accompli les études de latin, de rhétorique et de poésie, il effectua jusqu’en 1791 ses années de philosophie au couvent Saint-Augustin de Barcelone, puis s’inscrivit au Collège royal de chirurgie de Barcelone, qu’il fréquenta jusqu’à l’âge de 19 ans. En 1799, il obtint sa licence en chirurgie. 
À une brillante trajectoire universitaire, Salvany ajouta une prédisposition personnelle à l’étude, un esprit d’abnégation envers la profession de médecin, et un sens constant de l’effort et de la responsabilité — qualités dont on trouve mention implicite dans chacune des évaluations de ses maîtres.
Les premières traces écrites de son activité dans l’armée espagnole indiquent qu’il servit comme chirurgien interne dans le quatrième bataillon du Corps royal des Gardes wallons, et qu’il occupa par la suite le poste de chirurgien du troisième bataillon du régiment d’infanterie d’Irlande. Lorsque la place de chirurgien du troisième bataillon du régiment d’infanterie d’Irlande vint à être vacante à la suite du départ de Miguel Rodríguez, c’est José Salvany y Lleopart qui en juin 1799 fut désigné pour lui succéder. 
Dès ses plus jeunes années, il était affligé d’une santé fragile, qui compromit sa carrière militaire à plusieurs reprises. En juillet 1801, alors qu’il était adjudant de l’armée royale et chirurgien du cinquième bataillon du régiment d’infanterie de Navarre, il sollicita sa mise en disponibilité pour raison de santé, ou, à défaut, sa mutation vers quelque collège ou hôpital pour y déployer son activité à l’abri des contingences climatiques si susceptibles d’altérer sa santé ; il fit valoir en particulier « qu’il avait souffert une grave maladie dans le cantonnement d’Estrémadure et qu’il en était resté avec un excès de faiblesse et un manque d’appétit par suite de fièvres intermittentes et d’expositions constantes aux rigueurs du soleil et du terrain », demandant donc « sa démission du poste jusqu’à ce que sa santé se soit rétablie ou que son poste au régiment d’infanterie d’Irlande soit échangée pour un poste de chirurgien à la Faculté », ajoutant « que s’il ne peut être accédé à sa demande, il lui soit alors consenti une mise en disponibilité du régiment jusqu’à ce que sa santé soit rétablie et qu’il puisse poursuivre son service ».
En juillet 1803, le ministre José Antonio Caballero nomma Salvany premier assistant de chirurgie et chirurgien de la résidence royale d’Aranjuez. Salvany requit que lui fût octroyé le droit de porter l’uniforme de chirurgien royal, ce qui sera accordé par le roi le 5 septembre 1803 « eu égard aux mérites qu’il s’était acquis dans les hôpitaux de campagne ».

### Participation à l’expédition Balmis
L’Expédition royale philanthropique de vaccination (en espagnol Real Expedición Filantrópica de la Vacuna), communément appelée expédition Balmis, d’après le nom du médecin espagnol Francisco Javier Balmis qui la dirigeait, était une expédition à caractère philanthropique chargée par le pouvoir central espagnol de mener une campagne de vaccination anti-variolique de masse dans tout l’Empire espagnol, où la variole restait très active et faisait de nombreuses victimes. 
L’idée d’une telle expédition naquit en mars 1803, peu d’années après la découverte de la vaccination par Edward Jenner, et un plan d’exécution fut bientôt conçu par le médecin guatémaltèque José Felipe Flores. L’approbation royale obtenue, et un système de financement sur fonds publics établi, la future expédition fut placée sous la direction exclusive du médecin de cour Balmis, homme de science réputé et rigoureux, qui possédait une connaissance approfondie de la vaccination jennérienne pour l’avoir pratiquée à Madrid (et accessoirement pour avoir traduit un ouvrage de Moreau de la Sarthe sur le sujet). L'expédition accomplit entre 1803 et 1814, au départ du port de la Corogne, un voyage autour du monde, afin d’apporter le vaccin anti-variolique dans tous les territoires ― y compris les Philippines ― de ce qui était alors l’Empire espagnol. L’équipe expéditionnaire se composait de Balmis, directeur, de José Salvany, sous-directeur, d’une dizaine de professionnels de la santé, d’un groupe d’enfants vaccinifères (c'est-à-dire porteurs vivants et temporaires de la variole bovine, et se transmettant celle-ci successivement l’un à l’autre de bras à bras) servant de réservoir de vaccine, et, pour prendre soin d’eux, de l'intendante (rectora) d’un orphelinat, seul membre féminin de l’expédition. 
Le périple, qui se déroula selon un itinéraire préétabli mais ajusté au fur et à mesure, allait comprendre une première partie où l’expédition fut conjointe (Canaries, Porto Rico, Venezuela), et une deuxième, où, après scission de l’expédition à La Guaira, deux équipes différentes suivront chacune leur itinéraire propre : celle, emmenée par Balmis, desservira le Mexique et, de là, passera aux Philippines ; l’autre, sous le commandement de Salvany, descendra vers le sud, visitant la Nouvelle-Grenade, Quito, le Pérou et le Haut-Pérou (actuelle Bolivie). En même temps, au sein de ces itinéraires distincts, se produiront de constantes subdivisions en groupes plus petits, à l’effet de donner plus d’ampleur et de dynamisme à la diffusion de la pratique vaccinale. Dans toute ville d’importance visitée par l’expédition, une Commission centrale de vaccination (Junta Central de Vacuna), de laquelle dépendait un réseau de Commissions de vaccination de rang inférieur ; entre ces Commissions, aux membres desquelles il était expressément interdit de percevoir d’émoluments d’aucune sorte, devait exister une interconnexion réelle et devaient avoir lieu des échanges de points de vue et d’expériences, consignés dans des rapports scientifiques réguliers. Dans la même optique, Balmis eut soin de former (notamment en distribuant des exemplaires de l’ouvrage de Moreau de la Sarthe) le personnel médical local à la technique de vaccination et à ses aspects logistiques. Du reste, rien ou presque de l’organisation créée par Balmis ne survivra aux guerres d’indépendance, qui devaient éclater bientôt. Cette expédition, qu’imprégnait l’esprit des Lumières et qui s’inscrit dans une série d’expéditions scientifiques organisées par le pouvoir bourbonnien espagnol, fit l’admiration d’Edward Jenner et d’Alexander von Humboldt. 
L’on ignore les raisons pour lesquelles Salvany s’engagea dans cette entreprise ; sans doute en escomptait-il, à la faveur de conditions climatiques tropicales, réputées plus saines, une amélioration de son état de santé. Quoi qu’il en soit, lorsqu’il s’embarqua à bord du navire expéditionnaire María Pita, il avait 25 ou 26 ans et eut dans les commencements un travail plutôt confortable, car il se trouvait alors enveloppé par la forte personnalité de Balmis. Il lui échoira toutefois de jouer un rôle de premier plan lorsque, pour mieux faire face aux épidémies graves et constantes qui ravageaient le sud du continent et donner plus d’ampleur au travail de vaccination, l’expédition se scinda en deux à La Guaira et que Balmis, n’ayant d’autre choix, désigna Salvany pour directeur de la sous-expédition qui devait se diriger vers le sud. 
Comme l’échec d’une des deux parties de l’expédition signifierait implicitement l’échec du projet vaccinatoire tout entier, Balmis prodigua à Salvany une longue série de recommandations propres à assurer le succès de sa sous-expédition. Ces recommandations s’énumèrent comme suit :
1. maintenir l’union entre les expéditionnaires ;
2. accomplir les opérations avec efficacité, célérité et exactitude ;
3. prêter toute l’attention et toute la déférence dues aux chefs avec lesquels l’on aura à s’entendre ;
4. conserver constamment frais le fluide vaccinal ;
5. vacciner, au début d’une étape de campagne, les enfants à la constitution la plus robuste d’abord et garder les plus faibles pour la fin ;
6. s’efforcer d’arriver dans les villes quand le fluide vaccinal est arrivé à maturité, de sorte que les opérations puissent avoir lieu sans délai ;
7. prendre toutes les décisions en concertation avec les autorités locales ;
8. établir dans chaque capitale une Commission centrale de vaccination répondant aux mêmes normes et règles qu’à Caracas ;
9. observer et consigner par écrit le déroulement des opérations et l’évolution des vaccinations.

Au moment où Salvany quitte la Péninsule, il espérait que sa santé s’améliorerait et au début en effet, il en sera ainsi, grâce au climat tropical des Canaries et des Antilles. Mais au fur et à mesure qu’en sa qualité de directeur de la sous-expédition il pénétra plus avant dans la cordillère des Andes, son état de santé se détériora, et selon ce qu’il relata dans sa correspondance, il souffrit de « céphalées », de  « mal de gorge », d’« oppresion et de mal de poitrine » et d’un « fort mal au cœur », symptômes pouvant dénoter la présence d’une tuberculose pulmonaire. Lorsqu’il atteignit la ville d’Arequipa, dans le sud du Pérou actuel, il était dans un état pitoyable, ayant en effet, d’une part, perdu un œil lors d’un naufrage sur le fleuve Magdalena, et s'étant d’autre part, pendant le franchissement des Andes, luxé un poignet, qu’il dut garder quasiment immobilisé par la suite. Sous l’effet de l’altitude, il souffrit sans cesse du thorax et eut de fréquents accès d’hématémèse. Du reste, ayant l’intuition qu’il ne serait plus jamais en état de retourner en Espagne, Salvany sollicita de façon répétée le ministre de Grâce et de Justice José Antonio Caballero de lui accorder un poste dans la fonction publique en Amérique. 
Cependant, le séjour de la sous-expédition dans la ville de Lima, à la mi-parcours de la campagne en Amérique du Sud, sera pour le sous-directeur Salvany une période de succès professionnel et de réconfort moral. C’est en effet dans la capitale de la vice-royauté du Pérou que lui seront données les plus grandes marques de reconnaissance. L’université royale de San Marcos, « à l’effet de présenter à notre souverain un témoignage de gratitude », conféra à Salvany le titre de bachelier ; pour obtenir ledit titre, il prononça deux conférences : l’une sur un sujet médical, intitulée Le galvanisme est une électricité négative, au moyen de laquelle peuvent s’expliquer les phénomènes qu’il produit dans le corps humain, et l’autre traitant de science physique, intitulé Les pics des Andes, se comportant comme des conducteurs électriques, déchargent l’atmosphère de la côte et empêchent la foudre de frapper celle-ci. Plus tard, le 8 novembre 1806, Salvany obtint de la même université San Marcos le titre de licencié en médecine, puis, le 30 du même mois, après avoir prononcé deux discours, introduits par le Dr. Hipólito Unanue et consacrés à la vaccination, se vit décerner le titre de docteur.
Salvany, accompagné de son équipe de vaccinateurs, laissa un fort bon souvenir dans tous les lieux qu’il desservit, à telle enseigne que les cabildos de Puno, de La Paz et d’Oruro eurent à cœur d’exprimer publiquement leur gratitude ; mieux : tant le cabildo de Puno que celui d’Oruro requirent que fussent conférés à Salvany les honneurs de regidor de leur municipalités respectives. Quant à Salvany lui-même, épuisé et sans forces, il postula, depuis la ville de La Paz, la fonction d’intendant de cette ville, fonction devenue vacante. Aucune suite ne fut cependant donnée à ses requêtes par les autorités espagnoles. 
Craignant de mourir de faim s’il renonçait à sa mission prophylactique, il poursuivit son périple à la tête de la sous-expédition. À l’été 1810, il atteignit la ville de Cochabamba, à plus de 2 500 mètres d’altitude, en pleine cordillère des Andes. Son état de santé se dégrada alors de nouveau, et il succomba le 21 juillet 1810.

## Personnalité
Comparativement à Balmis, Salvany apparaît assez méconnu et relativement oublié. Son parcours et sa personnalité sont toujours, tant il est éclipsé par la grande stature de Balmis, évoquées en association avec ce dernier. Le Dr. Rico-Avello a résumé comme suit les différences entre les deux hommes : « Balmis, plus connu et célébré ; Salvany, son collaborateur. L’un et l’autre, altruistes, désintéressés et dévoués ». Pourtant, on peut affirmer que c’est exclusivement à l’initiative de Salvany, à sa persévérance et à son assiduité que l’on doit la diffusion de la vaccination en Amérique méridionale,.
Si Salvany lui-même évalue certes très positivement son propre travail et celui de ses compagnons, affirmant notamment que ses efforts contre la variole étaient motivés par « les justes sentiments qui accompagnent mon humanisme et cœur patriotique et qu’explique le peu d’intérêt ou de préoccupation avec lequel on considère la conservation et la plus large propagation du merveilleux spécifique de la vaccine », il ne rechignait pas d’autre part à valoriser avec bienveillance le travail réalisé par ses subalternes, en quoi l’attitude de Salvany contraste avec celle de Balmis, lequel, de retour dans la Péninsule au terme de son périple autour du monde, et requis par le secrétariat d’État de rédiger un rapport, énonce : « Après cinq années révolues, Salvany se trouve encore retardé à La Paz et cela sans avoir, depuis le moment de sa scission, rendu le moindre compte des obligations qui lui avaient été prescrites ni (exécuté) les règlements et instructions ». Du reste, il ressort clairement des différents rapports parvenus jusqu’à nous que chacun avait plutôt hâte d’être débarrassé de Balmis à cause de son tempérament, tandis que Salvany suscitait davantage la sympathie. 
Le parcours méticuleux que réalisa Salvany à travers l’Amérique du Sud à la tête de sa sous-expédition fut nécessairement lent et laborieux, compte tenu qu’il eut toujours le souci de s’intégrer dans la réalité des peuples visités. Il s’attacha donc à entrer en rapport avec la population indienne, qu’il considérait comme « assez protectrice et accueillante » ; à mesure qu’il pénétrait plus avant dans ces territoires, il s'efforçait de mieux connaître les habitants et de s'initier à leurs coutumes, à leur mode de vie etc..
Dans quelques cas cependant, la relation avec les Indiens fut moins harmonieuse. Au départ de Trujillo, au Pérou, la sous-expédition de Salvany fit route vers la localité de Lambayeque et traversa des villages indiens, vaccinant tous ceux qui se présentaient. Certains habitants « s’opposèrent avec ténacité à la vaccination, appelant Salvany l’Antéchrist », et un groupe d’Indiens alla jusqu’à le poursuivre. Ces idées négatives envers la vaccination présentes dans ces zones de peuplement indien autour de Lambayeque firent que la venue de Salvany ne fut guère fêtée dans cette ville. Les expéditionnaires n’y étaient pas préparés et n’auraient pas trouvé à se loger, n’eût été qu’un habitant du lieu les hébergea la première nuit et acquitta leurs frais, incitant en même temps la municipalité à s’engager dans l’activité philanthropique en assumant quelques-unes de ses dépenses. Néanmoins, devant le rejet de la part de la population, Salvany dut quitter précipitamment la ville de Lambayeque et abandonna le territoire, non sans avoir commissionné un religieux bethléémite, le frère Tomás de las Angustias, directeur de l’hôpital bethléémite de la ville, de réaliser les vaccinations dans la région ; ce religieux parcourut donc les villages à l’entour et, se distinguant par ses compétences et son savoir, réussit par une constante charité à gagner la confiance des indigènes et à accomplir ainsi un important travail de vaccination.
Plus au sud, dans la Real Audiencia de Charcas (Haut-Pérou, correspondant grosso modo à l’actuelle Bolivie), se trouvaient deux régions très peuplées à majorité indienne, les régions de Mojos et de Chiquitos. Une expédition à destination de ces territoires indiens fut mise sur pied à l’instigation de Salvany. Dans une lettre adressée au président de l’Audiencia de Charcas, datée du 2 mai 1810 et expédiée de la ville de Cochabamba, Salvany souligne la nécessité de propager le bénéfice de la vaccination dans les régions de Mojos et de Chiquitos, et, attendu que la variole sévissait constamment chez les naturels de ces zones, sollicita un sauf-conduit pour s’y rendre, priant instamment les autorités de mettre en route toutes les procédures politiques et économiques pour lui permettre d’accomplir sa mission. Le même jour, il envoya une autre missive, à l’attention du roi, dans laquelle il lui demanda son appui pour réaliser l’expédition projetée, écrivant notamment :

« En accord avec les Ordres royaux auxquels je suis assujetti concernant la propagation du merveilleux spécifique vaccinal, je suis tenu de parcourir toutes les Capitales et Provinces de cette vice-royauté, tant pour propager le bienfait royal que pour également établir les moyens (…) me paraissant les plus expédients à sa perpétuelle conservation, ce qui est principalement ce que désire et ordonne S.M. : en vertu de quoi, les provinces de Mojos et de Chiquitos étant de population nombreuse, et ces Naturels méritant de la part de l’Humanité la plus grande compassion au moment où sévit la contagion de la Variole, laquelle s’exerce si fréquemment au préjudice de la Religion et de l’État, je supplie V.A. de daigner me prévenir si je dois ou non me diriger vers ces districts, et de même, (de m’indiquer) où, ou dans quelle branche (de l’administration), les aides nécessaires devront m’être octroyées pour les dépenses que nécessite un voyage aussi lointain. »

Le chaos politique qui régnait au même moment dans la métropole retarda la prise de décision du pouvoir central et provoqua de l'insécurité chez les autorités locales américaines ; la procédure d’autorisation et de financement finit par aboutir, mais seulement peu après la mort de Salvany.